# Ko (go)
Ko (jap. 劫 Kō; dosł. kalpa, wieczność) – układ kamieni w go, w którym gracze mogą na przemian stawiać kamień, który natychmiast zostaje zabity ruchem przeciwnika, a także zasada, która zakazuje powtórzenia takiej pozycji.

## Zasada Ko
Na diagramie czarny (1) właśnie zabił biały kamień, który stał na polu X.
|           |  |  |  |  |
|           |  |  |  |  |
|           |  |  |  |  |
|           |  |  |  |  |
|           |  |  |  |  |
| Zasada Ko |  |  |  |  |

Aby uniknąć nieskończonej pętli naprzemiennych odbić, powstała Zasada Ko zabraniająca postawienia kolejnego kamienia w miejscu bicia.
Oznacza to, że biały musi wykonać ruch w innej części planszy (2) a czarny, jeśli ma taką wolę, może w następnym ruchu połączyć swoje 4 pionki, rozwiązując Ko i eliminując słabość (3).
|             |  |  |  |  |
|             |  |  |  |  |
|             |  |  |  |  |
|             |  |  |  |  |
|             |  |  |  |  |
| Kontynuacja |  |  |  |  |

## Groźba Ko
Groźba Ko to agresywny ruch, który odbiera przeciwnikowi możliwość połączenia kamieni po biciu Ko.
Ponieważ natychmiastowe odbicie kamienia powtarza pozycję (co jest nielegalne), gracz chcący odebrać stracony kamień, musi zagrać inne posunięcie.
Po biciu czarnego (1) biały grozi zabiciem grupy dużej czarnych kamieni w Atari (2).
Czarny musi wybierać między obroną swojego łańcucha na dole planszy albo połączeniem swojej struktury na górze planszy.
Jesli czarny zdecyduje się obronić łancuch na dole, sytuacja na planszy zmieniła się od ostatniego bicia, więc Zasada Ko nie powstrzymuje już białego przez odbiciem.

## Walka Ko
Jeśli obaj gracze dysponują odpowiednimi Groźbami, ciąg Gróźb może przerodzić się w Walkę Ko, w której gracze naprzemiennie inicjują Groźby, np.:
1. Biały odbija Ko
2. Czarny gra Groźbę Ko
3. Biały odpowiada na Groźbę
4. Czarny odbija Ko
5. Biały gra Groźbę Ko
6. Czarny odpowiada na Groźbę
7. Jeśli Biały nadal ma groźby, powrót do punktu 1.

Wwiązanie się w taką walkę ma sens tylko w momencie, kiedy gracz dysponuje większą ilością Gróźb, w przeciwnym razie jego przeciwnik pozbawiony presji Groźby, będzie miał czas, aby w swojej turze połączyć 4 kamienie w strukturze i rozwiązać układ, pozostawiając 3 kamienie przeciwnika ze słabością.

## Zasada Superko
Zasada Ko w szczególności zakazuje powracania do pozycji przed biciem.
Da się jednak skomponować sytuację, gdzie cykl, który pozwoliłby graczom ciągłe wracanie do tej samej pozycji wymaga więcej niż dwóch ruchów.
Przykładowo, zaczynając w pozycji przedstawionej na diagramie:
1. Czarny gra (1) wprowadzając swój róg w Atari,
2. Biały zabija (2),
3. Czarny odbija (3), przywracając stan początkowy.

W większości zbiorów reguł stosuje się jeden z wariantów Zasady Superko, która zakazuje powtórzenia identycznego układu na planszy dwa razy.
Nie ma jednoznacznej wykładni co do stosowania Zasady Superko, różne federacje i zbiory reguł stosują inne interpretacje, m.in. najpopularniejsze:
- Pozycyjne Superko (zasady chińskie) - układ na planszy nie może się powtórzyć bez względu na to, czyja jest tura
- Sytuacyjne Superko (zasady amerykańskie) - układ nie może się powtórzyć, kiedy ten sam gracz jest na ruchu (a więc sytuacja z przykładu byłaby dozwolona)
- Gra nierozstrzygnięta (zasady japońskie i koreańskie) - powtórzenie pozycji oznacza, że gra jest nierezultatywna i wymaga powtórzenia